# جاي كيركي
جاي كيركي (بالإنجليزية: Jay Kirke)‏ هو لاعب كرة قاعدة أمريكي، ولد في 16 يونيو 1888 في فليشمانس في الولايات المتحدة، وتوفي في 31 أغسطس 1968 في نيو أورلينز في الولايات المتحدة.

## وصلات خارجية
- جاي كيركي على موقعبيزبول رفرنس.كوم (الدوري الرئيسي) (الإنجليزية)
- جاي كيركي على موقعبيزبول رفرنس.كوم (الدوري الثانوي) (الإنجليزية)
- جاي كيركي على موقع مشجعي الرسوم البيانية (الإنجليزية)